# برایان بورک
برایان بورک (به انگلیسی: Bryan Burk) یک نویسنده، کارگردان و تهیه‌کننده اهل ایالات متحده آمریکا است. وی یکی از افراد کلیدی شرکت فیلم‌سازی بد روبات است.

## فیلم‌شناسی
| سال  | برنامه                      | سمت              | توضیحات     |
| ---- | --------------------------- | ---------------- | ----------- |
| ۲۰۰۸ | کلاورفیلد                   | تهیه‌کننده        |             |
| ۲۰۰۹ | پیشتازان فضا                | تهیه‌کننده اجرایی |             |
| ۲۰۱۰ | شکوه صبح                    | تهیه‌کننده        |             |
| ۲۰۱۱ | سوپر ۸                      | تهیه‌کننده        |             |
| ۲۰۱۱ | مأموریت غیرممکن: پروتکل شبح | تهیه‌کننده        |             |
| ۲۰۱۳ | پیشتازان فضا به سوی تاریکی  | تهیه‌کننده        |             |
| ۲۰۱۴ | خرس همیشه قطبی              | تهیه‌کننده اجرایی |             |
| ۲۰۱۵ | مأموریت غیرممکن: ملت یاغی   | تهیه‌کننده        |             |
| ۲۰۱۵ | جنگ ستارگان: نیرو برمی‌خیزد  | تهیه‌کننده        |             |
| ۲۰۱۶ | والنسیا                     | تهیه‌کننده        | [ ۱ ] [ ۲ ] |
| ۲۰۱۶ | استار ترک بیاند             | تهیه‌کننده        |             |